# 히사노하마정
히사노하마정(久之浜町)은 후쿠시마현 후타바군에 있던 정이다. 1966년 10월 1일 히사노하마정 등 14개 시·정·촌이 합병하여 이와키시가 신설되고 폐지되었다.

## 역사
- 1889년 - 4촌이 합병해 히사노하마촌이 되었다.
- 1902년 - 정으로 승격해 히사노하마정이 되었다.
- 1966년 10월 1일 - 다이라시, 우치고시, 이와키시, 나코소시, 조반시, 이와키군 요쓰쿠라정, 도노정, 오가와정, 요시마촌, 미와촌, 다비토촌, 가와마에촌, 후타바군 히사노하마정, 오히사촌 등 14개 시·정·촌(5시 4정 5촌)이 합병하여 이와키시가 신설되고 폐지되었다.

## 교통
- 조반선
- 국도 6호선